# Александер Троккі
Александер Вайтлов Робертсон Троккі (англ. Alexander Whitelaw Robertson Trocchi; 30 липня 1925 — 15 квітня 1984) — шотландський письменник.

## Початок кар'єри
Александер Троккі народився в Ґлазґо в родині шотландки й італійця. Після роботи моряком у мурманських конвоях навчався в Університеті Ґлазґо. По випуску здобув мандрівницький грант, що дав йому змогу переїхати до континентальної Європи. На початку 1950-х років проживав у Парижі, працював редактором у літературному журналі «Мерлін», який, споміж інших, публікував твори Генрі Міллера, Семюела Бекета, Крістофера Лоґа та Пабла Неруди. Хоч і не публікований у «Мерліні», американський письменник Террі Саузерн, що проживав у Парижі протягом 1948—1952 років, став близьким другом Троккі та його колеги Річарда Сівера; трійця разом були редакторами антології «Письменники бунтують» (1962). Хоч «Мерлін» постав певним суперником «Зе Періс Рев'ю», Джордж Плімптон також працював у лаві редакторів журналу. Сам Троккі заявляв, що журнал перестав видаватись, коли Державний департамент США скасував свої численні передплати у знак протесту проти статті Жана-Поля Сартра, в якій останній вихваляв гомоеротизм Жана Жене.
Моріс Жиродья опублікував більшість романів Троккі у видавництві «Олімпія Пресс», часто ті були написані під псевдонімами, як-от Францес Ленґель та Карменсіта де ля Луна.
Жиродья також опублікував роман «Моє життя та кохання: п'ятий том», який мав не меті висвітлити автобіографію ірландсько-американського письменника Френка Гарріса. Утім, попри автобіографічний матеріял самого Гарріса, книга піддалась значній редактурі та переписуванню з боку Троккі.
Моріс Жиродья доручив Троккі, як і його друзям і співпрацівникам «Мерліна» — Крістоферу Лоґу, Джону Стівенсону та Джорджу Плімптону, писати на еротичні теми. Під псевдонімом Францес Ленґель, Троккі «наштампував» численні порнографічні книги, зокрема нині класичні «Гелен і жадання» (1954) та брудну версію його власної книги «Молодий Адам» (1954). Троккі разом із друзями також опублікували вперше англійською мовою «Війну та пам'ять» Семюеля Бекетта та «Журнал крадія» Жана Жене.

## Наркозалежність
У Парижі Троккі набув свою пожиттєву залежність від героїну. Згодом він переїхав до Сполучених Штатів і деякий час жив у Таосі (штат Нью-Мексико) перед осіданням у Нью-Йорку, де Александер працював на каменеперевізному плашкоуті на річці Гадсон. Хроніки цього часу висвітлені в романі «Книга Каїна», який на той час став певною сенсацією через своє відвертий дослідницький харакектер висвітлення героїнової наркозалежності та описи статевих зносин і вживання наркотиків, що зрештою призвело до заборони книги в Британії, де твір став темою судової справи про соромітництво. Утім в Америці книга здобула схвальні відгуки.
Відтак Троккі впав у нетрі героїнової залежності; у письменника навіть провалилась спроба влаштувати вечірку на честь виходу «Книги Каїна». Його дружина Лін займалась проституцією на вулицях Нижнього Іст-Сайда. Александер Троккі на камеру вколов собі наркотик в ефірі телевізійних дебатів на тему зловживання наркотичними речовинами, попри те, що сам на той час перебував на поруках. Письменника було звинувачено в продажі героїну неповнолітнім, за що в той час передбачалась смертна кара. Тюремного терміну, схоже, було ніяк не уникнути, однак з допомоги своїх друзів (зокрема Нормана Мейлера) Троккі незаконно перетнув кордон США з Канадою, де в Монреалі набув статусу втікача за допомогою поета Ірвінґа Лейтона, а також зустрів Леонарда Коена. Його дружину Лін арештували, а сина Марка затримали, однак останній згодом приєднався до батька в Лондоні.

## Пізні роки
Наприкінці 1950-х років Троккі проживав у Венісі (штат Каліфорнія), тодішньому центрі бітницької сцени південної Каліфорнії. У жовтні 1955 року письменник став членом міжнародної організації леттристів і міжнародної організації ситуаціоністів. Його текст «Невидиме повстання мільйона умів» був опублікований у шотландському журналі «Нью Сетайр» в 1962, а відтак під назвою «Technique du Coup du Monde» у восьмому числі журналу «Internationale Situationniste». Текст висвітлював ідею міжнародного «спонтанного університету» як культурного рушія та означив початок його руху до проекту сигма, що відіграв формувальну роль у британському андеґраунді. Троккі вийшов із міжнародної організації ситуаціоністів у 1964 році.
Троккі був присутнім на Единбурзькому фестивалі письменників 1962 року, де він назвав содомію основою своєї письменницької діяльності. Протягом фестивалю Г'ю Макдіармід обізвав його «космополітичною сволотою». Утім, хоч цей випадок і є добре відомим, рідко зазначається, що обоє чоловіків відтак мали розмову, а потому подружилися. Невдовзі Троккі переїхав до Лондона, де залишився жити до кінця свого життя.
Тоді письменник почав писати новий роман «Довгу книгу», який так і не завершив. Його поодинокі роботи, написані в 1960-х, зібрані в збірці «Портфоліо Сигма». Письменник продовжував писати, однак рідко видавав свої твори. Згодом автор відкрив маленьку книгарню поблизу свого дому в Кенсінґтоні. У Ноттінґ-Гіллі його знали за прізвиськом «Шотландський Алек».
У 1960-х роках Троккі проживав у Обсерваторських садах (округ Кенсінґтон, Лондон) на двох верхніх поверхах шестиповерхового ряду будинків. Письменник мав двох синів: Марка Аленксандера Троккі та Ніколаса. Старший син, Марк, помер від раку 1976 року в 19-річному віці, незабаром після того, як Александерова американська дружина Лін померла від ускладнень гепатиту.
15 квітня 1984 року в Лондоні Александер Троккі помер від запалення легень.
Останньою трагедією стало самогубство його молодшого сина, Ніколаса, який кілька років після батькової смерті повернувся до родинного будинку в Лондоні та стрибнув із верхнього поверху п'ятиповерхового будинку. Коли в 1980-х роках ряд будинків оновлювали до апартаментів класу люкс, номер на будинку Александера Троккі було знято.

## Визнання
Зацікавленість в Александері Троккі та його ролі в авангардних рухах середини 20-го століття почала зростати відразу після його смерті. «Единбурґ Рев'ю» опублікував «Число Троккі», а невдовзі була опублікована його біографія «Творення чудовиська» авторства Ендрю Мюррея Скотта, що знався з Троккі упродовж чотирьох років у Лондоні, а відтак уклав антологію «Невидиме повстання мільйона умів» у 1991 також для «Поліґону». Ці праці стали впливовими інструментами для привернення до Александера Троккі громадської уваги. Скотт допоміг «Естейт» у намаганні здобуття контролю над матеріалами Троккі та здобуття ліценції на нові видання у Великій Британії, Сполучених Штатах та на Далекому Сході, а також в об'єднанні та анотуванні всіх позосталих рукописів та документів, що перебували у власності «Естейт».
Протягом 1990-х років різні американські та шотландські видавці (найпримітніше — «Rebel Inc.») перевидали романи, первинно написані під псевдонімом в «Олімпіа Пресс», а також видали ретроспективу його статей для «Мерліна» й інших журналів. «Життя кусочками» (1997) було видане у відповідь на поновлення зацікавленості до життя та творчості автора з боку молодшого покоління. Ранній роман письменника «Молодий Адам» було екранізовано в 2003 році з Юеном Макґреґором та Тільдою Свінтон у головних ролях після декількох років суперечок щодо фінансування цього кінофільму.
«Брудне кохання» (2005) Стюарта Гоума представляє тривалий «фракційний» роздум над післялітературним періодом кар'єри Троккі в Ноттінґ-Гіллі. 2009 року «Ванворлд Паблікейшнс» перевидало «Чоловіка на дозвіллі» у повному обсязі з оригінальним вступом Вільяма Берроуза, а 2011 року «Ванворлд Паблікейшнс» також перевидало «Книгу Каїна» з передмовою Тома МакКарті.

### Романи
- Гелен та жадання (1954)
- Любовні дні Гелени Сеферіс (1954)
- Білі стегна (1955)
- Школа для дружин (1955) (під псевдонімом Францес Ленґель)[15][16]
- Ремені (1955)
- Молодий Адам (1954)
- Моє життя та кохання[en]: том п'ятий (1954)
- Сапфо з Лесбоса (1960)
- Школа для гріха (1960)
- Книга Каїна[en] (1960)[8]

### Поезія
- Чоловік на дозвіллі (1972)

### Збірки
- Скотт, Ендрю Мюррей, редактор. Невидиме повстання мільйона умів: читач Троккі, (1991)
- Сівер, Річард, Террі Саусерн та Александер Троккі (редактори). Письменники бунтують: антологія (1962)

### Біографії
- Скотт, Ендрю Мюррей. Александер Троккі: створення чудовиська (1992), 2-ге видання опубліковано в 2012 (Кеннеді та Бойд)
- Бовд, Ґевін. Аутсайдери: Александер Троккі та Кеннет Вайт (1998)
- Кемпбелл, Аллан та Тім Ніел (редактори). Життя кусочками: рефлексії про Александера Троккі
- Слейтер, Говард. «Александер Троккі та проект „Сигма“» (1989)

### Про «Мерлін» та Париж
- Кемпбелл, Джеймс. Вигнані до Парижа: Річард Райт, Лоліта, Боріс Віан та інші на лівому березі (1994)
- Скотт, Ендрю Мюррей. Троккі та МакДіармід, там де зустрічаються екстремісти, журнал «Чепмен», № 83, 2003.
- Гілл, Лі. Великий хлопчина: життя та мистецтво Террі Саузерна, (Блумсбері, 2001)